# Flintgods

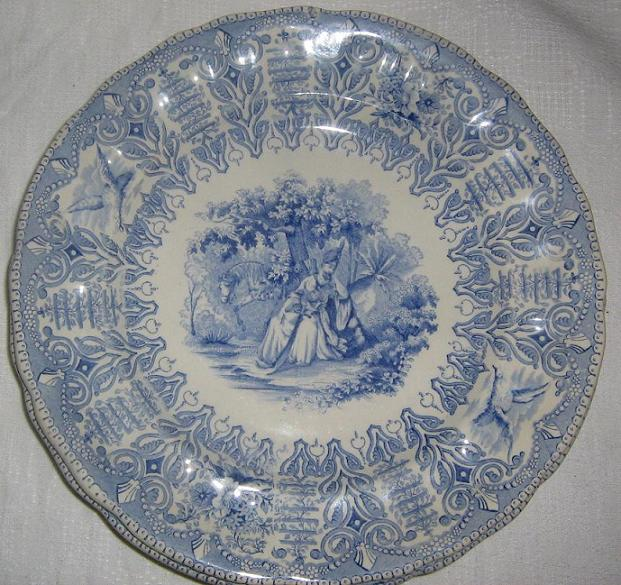
Tallrik ur Rörstrands servis Turkiskt blått 1840–1875. Typisk tryckt flintgodsdekor

Handkanna av flintporslin.

Flintgods är en variant av keramik, utvecklad ur stengods.

## Historisk bakgrund
Engelska keramiker i norra Staffordshire, som tillverkade stengods kom under 1720-talet att börja blanda bränd flinta och en ljusare lera i sina alster för att få godset vitare. Vid mitten av 1700-talet gjordes experiment med att sänka bränntemperaturen i samband med att man glaserade godset med blyglasyr, och man fick då fram en lättare osintrad massa - flintgodset.
Av stor betydelse för den stora spridningen var också tekniken att trycka dekorer på godset som utvecklades ungefär samtidigt. 1751 tog irländaren John Brooks patent på en metod för överföringstryck. 1753 använde han den i Battersea i London på dosor och annan småkonst i emalj. Gravören Robert Hancock som var hans medarbetare var den förste som tillämpade tekniken på porslin 1756.

### Sammansättning
Exempel för sammansättningar av fajans är 
- 1. 24 % kaolin, 28% lera, 16% fältspat och 32% kvarts.[1]
- 2. 31 % kaolin, 24% lera, 34% fältspat och 11% kvarts.[2]

### Egenskaper
- Värmeledningsförmåga 1,5-1,8 W/m·K
- Värmekapacitet  850 Ws/kg·K
- Värmeutvidgning  3-7 um/m·K
- Elasticitetsmodul 5000-8000 kg/mm2
- Tryckhållfasthet 25-55 kg/mm2
- Draghållfasthet 2-5 kg/mm2
- Volymvikt 2,3-2,5 kg/dm3[3]

## Användning
Tryckdekorerat flintgods slog igenom på bred front i Europa och ersatte nästan helt den äldre fajansen runt sekelskiftet 1800. Flintgods kom att förbli det vanligaste godset för porslinstallrikar under hela 1800-talet och under större delen av 1900-talet.
Under andra hälften av 1800-talet började det allt billigare fältspatporslinet konkurrera med flintgodset. Från 1950-talet tog också benporslinet över allt mer som det vanligare vardagsporslinet.
I Sverige började flintgods tillverkas vid Mariebergs porslinsfabrik omkring 1770, vid Rörstrand några år senare. Sitt definitiva genombrott fick det i samband med att Gustavsbergs porslinsfabrik anlades på 1820-talet. Det kallades då ofta "ordinärt porslin" eller "finfajans". Ofta används även benämningen "flintporslin" trots att materialet i egentlig mening inte är porslin. Ett viktigt användningsområde är sanitetsporslin.